# سياسة الخصوصية
ملف
سياسة الخصوصية هي بيان أو مستند قانوني (في قانون الخصوصية)، يكشف عن بعض الطرائق أو كلها، التي يجمع بها طرف ما بيانات العميل أو المستهلك، ويستخدمها ويفصح عنها، ويديرها. يمكن أن تكون المعلومات الشخصية أي شيء يمكن استخدامه لتحديد هوية الفرد، مثلًا: اسم الشخص، وعنوانه، وتاريخ ميلاده، والحالة الاجتماعية، ومعلومات الاتصال، وإصدار الهوية، وتاريخ صلاحيتها، والسجلات المالية، ومعلومات الائتمان، والتاريخ الطبي، وإلى أين يسافر المرء وينوي الحصول على السلع والخدمات. في حالة النشاط التجاري، غالبًا ما يكون بيانًا يوضح سياسة أحد الأطراف بشأن كيفية؛ جمعه للمعلومات الشخصية، وتخزينها، وإصدارها. يُعلم العميل بالمعلومات المحددة التي تجمع، وما إذا كانت تحفظ بسرية، أو تشارك مع الشركاء، أو تباع لشركات أو مؤسسات أخرى. تعامل سياسات الخصوصية عادةً معاملة أوسع وأكثر عمومية، على النقيض من بيانات استخدام المعلومات، التي تميل إلى أن تكون أكثر تفصيلاً وتحديدًا.
تعتمد المحتويات الدقيقة لسياسة خصوصية معينة على القانون المعمول به، وقد تحتاج إلى معالجة متطلبات الحدود الجغرافية والسلطات القضائية. لدى معظم البلدان تشريعاتها ومبادئها التوجيهية الخاصة بمن تغطيه، وأي معلومات يمكن جمعها، والأغراض التي يمكن استخدامها من أجلها.
عمومًا، تغطي قوانين حماية البيانات في أوروبا القطاع العام والخاص. ولا تنطبق قوانين الخصوصية الخاصة بهم على العمليات الحكومية فحسب، بل تنطبق أيضًا على المؤسسات الخاصة والمعاملات التجارية.
يفرض قانون الأعمال والمهن في كاليفورنيا، متطلبات الخصوصية على الإنترنت (كال أوبّا)، أن المواقع التي تجمع معلومات التعريف الشخصية (بّي آي آي) من سكان كاليفورنيا يجب أن تنشر بوضوح سياسة الخصوصية الخاصة بها (انظر أيضًا قانون حماية الخصوصية عبر الإنترنت).

## تاريخ
في عام 1968، بدأ مجلس أوروبا بدراسة آثار التكنولوجيا على حقوق الإنسان، مدركًا التهديدات الجديدة التي تشكلها تكنولوجيا الحاسوب، التي يمكن أن تربط وتنقل بطرائق لم تكن متاحة على نطاق واسع من قبل. في عام 1969، بدأت منظمة التعاون الاقتصادي والتنمية (أو إي سي دي) بدراسة الآثار المترتبة على مغادرة المعلومات الشخصية للبلاد. قاد كل هذا المجلس إلى التوصية بوضع سياسة لحماية البيانات الشخصية التي يحتفظ بها كل من القطاعين الخاص والعام، ما أدى إلى اتفاقية 108. في عام 1981، قدمت اتفاقية حماية الأفراد التي يتعلق بالمعالجة التلقائية للبيانات الشخصية (اتفاقية 108). من أوائل قوانين الخصوصية -التي سُنّت على الإطلاق- قانون البيانات السويدي في عام 1973، تلاه قانون حماية البيانات في ألمانيا الغربية في عام 1977، والقانون الفرنسي للمعلوماتية وبنوك البيانات والحريات في عام 1978.
في الولايات المتحدة، أدى القلق بشأن سياسة الخصوصية -بدءًا من أواخر الستينيات والسبعينيات من القرن العشرين- إلى إقرار قانون الإبلاغ عن الائتمان العادل. مع أن هذا القانون لم يكن مصممًا ليكون قانونًا للخصوصية، ولكن القانون منح المستهلكين الفرصة لفحص ملفاتهم الائتمانية وتصحيح الأخطاء، ووضع قيودًا على استخدام المعلومات في السجلات الائتمانية. قامت العديد من مجموعات الدراسة في الكونغرس في أواخر الستينيات من القرن العشرين بدراسة السهولة المتزايدة في جمع المعلومات الشخصية الآلية ومطابقتها مع غيرها من المعلومات. كانت إحدى هذه المجموعات اللجنة الاستشارية التابعة لوزارة الصحة والخدمات الإنسانية في الولايات المتحدة، وفي عام 1973، صاغت مدونة مبادئ تسمى ممارسات المعلومات العادلة. أدى عمل اللجنة الاستشارية إلى قانون الخصوصية في عام 1974. وقعت الولايات المتحدة على إرشادات منظمة التعاون الاقتصادي والتنمية في عام 1980.
في كندا، أنشئت وظيفة مفوض الخصوصية الكندي بموجب قانون حقوق الإنسان الكندي في عام 1977. في عام 1982، كان تعيين مفوض الخصوصية جزءًا من قانون الخصوصية الجديد. وقعت كندا على المبادئ التوجيهية لمنظمة التعاون الاقتصادي والتنمية في عام 1984.

## التنفيذ الفني
تحدد بعض مواقع الويب أيضًا سياسات الخصوصية الخاصة بها باستخدام P3P أو جمعية تصنيف محتوى الإنترنت (ICRA)، مما يسمح للمتصفحات بالتقييم التلقائي لمستوى الخصوصية الذي يوفره الموقع، والسماح بالوصول فقط عندما تتماشى ممارسات الخصوصية الخاصة بالموقع مع إعدادات خصوصية المستخدم. ومع ذلك، لا تضمن هذه الحلول التقنية أن تتبع مواقع الويب فعليًا سياسات الخصوصية المطالب بها. تتطلب هذه التطبيقات أيضًا أن يكون لدى المستخدمين حد أدنى من المعرفة التقنية لتكوين إعدادات خصوصية المتصفح الخاصة بهم. لم تكن سياسات الخصوصية الآلية هذه شائعة سواء لدى مواقع الويب أو مستخدميها. لتقليل عبء تفسير سياسات الخصوصية الفردية ، تم اقتراح السياسات المعتمدة والقابلة لإعادة الاستخدام والمتاحة من خادم السياسة من قبل Jøsang و Fritsch و Mahler.